# Seznam ruskih filmskih režiserjev
Seznam ruskih (in nekdanjih sovjetskih) filmskih režiserjev.

## A
- Aleksander Gavrilovič Abdulov (1953 – 2008)
- Vadim Jusupovič Abdrašitov (1945 – 2023) (tatarsko Вадим Йосыф улы Габдерәшитов)
- Tengiz Abuladze (1924 – 1994) (Gruzija)
- Aleksandr Artjomovič Adabašjan (1945 –) (armenskega porekla)
- Valerij Bakajevič Ahadov (1945 –) (uzbekistansko-ruski)
- Artjom Aksenjenko (1983 –)
- Grigorij Vasiljevič Aleksandrov (pr. Mormonenko) (1903 – 1983)
- Aleksej Aleksejev (1965 –)
- Salomé Alexi (Nutsa Aleksi-Meshišvili) (1966 –) (Gruzija)
- Aleksander Aleksandrovič Alov (1923 – 1983)
- Timur Alpatov (1977 –)
- Sarik Andreasjan (1984 –) (armensko-ruski)
- Svetlana Andrianova (1975)  (animatorka)
- Isidor Annenski (1906 – 1977)
- Jurij Arabov (1954 –)
- Semjon Davidovič Aranovič (1934 – 1996)
- Vsevolod Aravin (1967 –)
- Sergej Arcibašev (1951 – 2015)
- Lev Arnštam (1905 – 1979)
- Aleksandr Askoldov (1932 – 2018)
- Lev Konstantinovič Atamanov (1905 – 1981)
- Ilja Aleksandrovič Averbah (1934 – 1986)
- Villen Abramovič Azarov (Azarjan) (1924 – 1978) (armen. porekla)

## B
- Iskra Leonidovna Babič (1932 – 2001)
- Dmitriij Babičenko (1901 – 1991) (animator)
- Vahtang Bahtadze (1914 – 1993) (animator - Gruzija)
- Aleksej Oktjabrinovič Balabanov (1959 – 2013)
- Kantemir Balagov (1991 –)
- Roman Balajan (1941 –) (ukrajinski armenskega rodu)
- Garri Bardin (1941 –) (animator)
- Pavel Bardin (1975 –)
- Boris Barnet (1902 – 1965) (angl./britan.rodu)
- Margarita Barskaja (1903 – 1937)
- Svetlana Jurjevna Baskova (1965 –)
- Aleksandr Vladimirovič Basov (1965 –)
- Dimitri Batiašvili (1940 –) (Gruzija)
- Jevgenij-Geo Francevič Bauer (1865 – 1917)
- Timur Bekmambetov (1961 –) (kazahstansko-ruski)
- Hamo Beknazarov (Beknazarian) (1891 – 1965) (armenskega rodu)
- Natalija Berezovaja (1973 –) (animatorka)
- Oksana Bičkova (1972 –)
- Jurij Bikov (1981 –)
- Leonid Fjodorovič Bikov (1928 – 1979)
- Rolan Antonovič Bikov (1929 – 1998)
- Serafima Birman (1890 – 1976)
- Lidija Bobrova (1952 –)
- Sergej Bodrov (1948 –)
- Fjodor Sergejevič Bondarčuk (1967 –)
- Sergej Fjodorovič Bondarčuk (1920 – 1994)
- Natalija Bondarčuk (1950 –)
- Eduard Bordukov (1979 –)
- Michael Borodin (1987 –) (Uzbekistan)
- Aleksander Borodjanski (1944 –)
- Vladimir Vladimirovič Bortko (1946 –)
- Konstantin Bronzit (1965 –) (animator)
- Valentina (1899 – 1975) in Zinaida Brumberg (1900 – 1983) (animatorki)
- Aleksej Budovski (1975 –)
- Boris Bunejev (1921 – 2015)
- Georgij Burkov (1933 – 1990)
- Aleksandr Ivanovič Buškin (1896 – 1929) (animator)

## C
- Mihail Cehanovski (1889 – 1965) (animator)

## Č
- Pjotr Čardinin (1873 – 1934)
- Vladimir Čebotarjov (1921 – 2010)
- Anna Černakova (1968 –)
- Jelena Černova (1962 –) (animatorka)
- Jaroslav Čevaževski (1968 –)
- Revaz "Rezo" Čheizde (1926 – 2015) (Gruzija)
- Miheil Čiaureli (1894 – 1974) (Gruzija)
- Vasilij Čiginski (1969 –)
- Grigorij Naumovič Čuhraj (1921 – 2001)
- Pavel Grigorjevič Čuhraj (1946 –)
- Jurij Čuljukin (1929 – 1987)

## D
- Georgij Nikolajevič Danelija (Gija Danelija) (1930 – 2019) (gruz. porekla)
- Sergej Danielijan (1958 –)
- Vladimir Degtjarjov (1916 – 1974)
- Mark Semjonovič Donskoj (1901 – 1981)
- Venjamin Dorman (1927 – 1988)
- Nikolaj Nikolajevič Dostal (1946 – 2023)
- Nikolaj Vladimirovič Dostal (1909 – 1959)
- Vladimir Nikolajevič Dostal (1942 –)
- Aleksander Petrovič Dovženko (1894 – 1956)
- Dinara Anatoljevna Drukarova (1976 –)
- Boris Durov (1937 – 2007)
- Jekaterina Dvigubskaja (1974 –)
- Sergej Dvorcevoj (1962 –)
- Jefim Lvovič Dzigan (1898 – 1981)

## E
- Sergej Mihajlovič Eisenstein (1898 – 1948)
- Nikolaj Vladimirovič Ekk (1902 – 1976)
- Fridrih Markovič Ermler (1898 – 1967)
- Andrej Andrejevič Ešpaj (1956 –)
- Nikolaj Evreinov (> Jevrejinov)

## F
- Aleksander Faintsimmer (1906 – 1982)
- Konstantin Fam (1972 –) (ukrajinskega rodu)
- Džanik Fajzijev (1961 –) (Uzbek)
- Habib(ulah) Fajzijev (Uzbek, oče zgornjega)
- Aleksej Fedorčenko (1966 –)
- Anton Fedotov (1980 –)
- Valerij Fokin (1946 –)
- Pjotr Fomenko (1932 – 2012)
- Ilja Abramovič Frez (1909 – 1994)

## G
- Levan "Leo" Gabriadze (1936 – 2021) (gruzinsko-ruski)
- Revaz "Rezo" Gabriadze (1969 –)
- Leonid Iovič Gajdaj (1923 – 1993)
- Vladimir Rostislavovič Gardin (1877 – 1965)
- Erast Garin (1902 – 1980)
- Samuel Vladimirovič Gasparov (1938 – 2020)
- Andrej Nikolajevič Gerasimov (1939 –)
- Jevgenij Vladimirovič Gerasimov (1951 –)
- Sergej Apolinarjevič Gerasimov (1906 – 1985)
- Vladimir Ivanovič Gerasimov (1907 – 1989)
- Aleksej Aleksejevič German (1976 –)
- Aleksej Jurjevič German (1938 – 2013)
- Valerija Gaj Germanika (1984 –)
- Rezo Gigineishvili (Gruzija)
- Sergej Ginzburg (1961 –)
- Rusudan Glurdžidze (Gruzija - ?)
- Lana Gogoberidze (1928 –) (Gruzija)
- Nutsa (Nino) Gogoberidze (1903 – 1966) (Gruzija)
- Anatolij Golovnja (1900 – 1982)
- Vasilij Mihajlovič Gončarov (1861 – 1915)
- Stanislav Sergejevič Govoruhin (1936 – 2018)
- Dmitrij Gračov/Grachev (1981 –)
- Anatolij Granik (1918 – 1989)
- Nikolaj Gubenko (1941 – 2020)

## H
- Aleksandr Hant (1985 –)
- Aleksandr Hanžonkov (1877 – 1945)
- Josif Jefimovič/Juhimavič/ Hejfic (1905 – 1995)
- Fjodor Saveljevič Hitruk (1917 – 2012) (animator)
- Boris Igorjevič Hlebnikov (1972 –)
- Marlen Hucijev (1925 – 2019) (gruzinsko-ruski)
- Aleksandr Hvan (1957 –)

## I
- Revaz Inanišvili (1926 – 1991) (gruzinski scenarist)
- Otar Iosseliani (1934 – 2023) (Gruzija; Rus.-Fr.)
- Aleksandr Itigilov (1944 – 1990)
- Ivan Ivanov-Vano (1900 – 1987) (animator)
- Jevgenij Ivanov-Barkov (1892 – 1965)
- Aleksandr V. Ivanovski (1881 – 1968)
- Boris Ivčenko (1941 – 1990)
- Viktor Ivčenko (1912 – 1972)

## J
- Irina Jakovenko (1978 –)
- Nikolaj Jevrejinov /Evreinov (1879 – 1953)
- Sergej Josifovič Jutkevič (1904 – 1985)
- Vadim Jusov (1929 – 2013) (direktor fotografije)

## K
- Roman Kačanov (1967 –)
- Mihail Konstantinovič Kalatozov (1903 – 1973) (gruzinsko-ruski)
- Giorgi Kalatozišvili (1929 – 1984) (gruzinsko-ruski direktor fotografije)
- Miheil Kalatozišvili (1959 – 2009) (gruzinsko-ruski)
- Oleg Kaljagin (1942 –)
- Vitalij Kanevski (1935 –)
- Aleksej Kapler (1904 – 1979) (scenarist)
- Jurij Kara (1954 –)
- Roman (Lazarevič) Karmen (1906 – 1978) (dokumentarist, snemalec)
- Aleksandr Kasatkin (1968 –)
- Vasilij Katanjan (1924 – 1999) (armensko-ruski scenarist)
- Boris Kaufman (1906 – 1980) (snemalec)
- Mihail Kaufman (1897 – 1980) (snemalec, fotograf)
- Genadij Sergejevič Kazanski (1910 – 1983)
- Edmond Gareginovič Keosajan (1936 – 1994) (armenskega porekla)
- Tigran Edmondovič Keosajan (1966 –) (armen. porekla)
- Aleksej Kim (1937 –)
- Dmitrij Kiseljov/Kiselev (1978 –)
- Jelem (Elem) Germanovič Klimov (1933 – 2003)
- Teodor Komisarjevski (1882 – 1954)
- Andrej Sergejevič Končalovski (Mihalkov-Končalovski) (1937 –)
- Viktor Kossakovsky (1961 –)
- Vjačeslav Kotenočkin (1927 – 2000) (animator)
- Nadežda Koševerova (1902 – 1989)
- Aleksander Kott (1973 –)
- Vladimir Kott (1973 –)
- Stepan Koval (1965 –) (Ukrajinec, animator)
- Inessa Kovalevskaja (1933 –) (animatorka)
- Igor Kovaljov (1963 –)
- Mihail Kozakov (1934 – 2011)
- Grigorij Mihajlovič Kozincev (1905 – 1973)
- Jevgenij Antonovič Kozlovski (1946 –)
- Danila Kozlovsky (-i) (1985 –)
- Vladimir Krasnopoljski (1933 – 2022) (TV)
- Andrej Kravčuk (1962 –) (TV...)
- Leonid Kristi (1910 – 1984)
- Vjačeslav Kristofovič (1947 –)
- Grigorij Kromanov (1926 – 1984) (Estonija)
- Natalija Kudrjašova (1978 –)
- Lev Vladimirovič Kulešov (1899 – 1970)
- Lev Kulidžanov (1924 – 2002) (armenskega rodu)
- Eldar Kajsinovič Kulijev (1951 – 2017) (Azer)
- Vadim Kurčevski (1928 – 1997)

## L
- Nikolaj Lebedjev (1966 –)
- Pavel Lebešev (1940 – 2003) (direktor fotografije)
- Timofej Lebešev (1905 – 1981) (direktor fotografije)
- Tatjana Ljoznova (1924 – 2011)
- Stanislav Ljubšin (1933 –) (sin Jurij Ljubšin 1955 - direktor fotografije?)
- Emil Lotjanu (1936 – 2003) (moldavskega rodu)
- Pavel Lounguine (Pavel Lungin) (1949 –)
- Sergej Loznica (1964 –) (belorusko-ukrajinski)
- Tatjana Nikolajevna Lukaševič
- Leonid Lukov (1909 – 1963)
- Aleksandr Lungin (1971 –) (scenarist)
- Jevgenij Lungin (1960 –)
- Semjon Lungin (1920 – 1996) (scenarist)
- (Pavel Lungin/Lounguine) (1949 –)

## M
- Dmitrij Magonov
- Ivan Maksimov (1958 –) (animator)
- Igor Maslen(n)ikov (1931 – 2022)
- Andrej Maljukov (1948 –)
- Oleg Malovičko (1970 –)
- Pjotr Nikolajevič Mamonov (1951 –)
- Vitalij Manski (1963 –) (dokumentarist)
- Bulat Mansurov (1937 – 2011) (Turkmen)
- Aleksandr Ivanovič Medvedkin (1900 – 1989)
- Anton Megerdičev (1969 –)
- Tamaz Meliava (1929 – 1972) (Gruzija)
- Anna Melikjan (1976 –)
- Vladimir Valentinovič Menšov (1939 – 2021)
- Viktor Ivanovič Merežko (1937 – 2022)
- Sergej Merinov (1966 –) (animator)
- Jurij Merkulov (1901 – 1979) (animator)
- Natalija Merkulova (1979 –) (filmska ustvarjalka)
- Dmitrij Meshijev (1925 – 1983) (direktor fotografije)
- Dmitrij Meshijev (1963 –)
- Andrej Mihalkov-Končalovski (tudi Andrej Sergejevič Končalovski)  (1937 –)
- Jegor Mihalkov-Končalovski (1966 –)
- Nikita Sergejevič Mihalkov (1945 –)
- Sergej Gerasimovič Mikaeljan (1923 – 2016)
- Anna Melikjan (1976 –)
- Alexandre Michon (1858 – 1921) (fotograf in filmar)
- Kirill Mihanovski (rusko-ameriški)
- Aleksandr Anatoljevič Mindadze (1949 –)
- Lev Mirski (1925 – 1996)
- Vasilij Miščenko (1955 –)
- Natalija Mirzojan (1982 –) (Armenka)
- Aleksej Mišurin (1912 – 1982)
- Aleksander Naumovič Mitta (r. Rabinovič) (1933 –)
- Sergej Mokricki (1961 –)
- Jurij Moroz (1956 –)
- Marija Motruk (1916 – 1984) (animatorka)
- Nikolaj Ivanovič Muhanov (1882 – 1942)
- Kira Muratova (r. Korotkova) (1934 – 2018) (Ukrajina)

## N
- Ilja Naishuller (1983 –)
- Georgij Natanson (1921 – 2017)
- Naum Naumov-Straž (1898-1957) (snemalec)
- Vladimir Naumov (1927 – 2021)
- Elene Naveriani (1985 –) (Gruzija)
- Eduard Nazarov (1941 – 2016) (animator)
- Eva Nejmann  (1974 –)
- Andrej Lvovič Nekrasov (1958 –)
- Jelena Nikolajeva (1955 –)
- Angelina Nikonova (1976 –) (filmska ustvarjalka)
- Grigorij Nikulin (1922 – 2007)
- Jurij Norštejn (1941 –) (animator)

## O
- Tolomuš Okejev (1935 – 2001) (po rodu Kirgiz)
- Sergio Olhovich (1941 –) (rusko-mehiški)
- Gleb Orlov (1969 –)
- Simon Ostrovsky (1981 –) (rusko-ameriški)
- Giorgi Ovašvili (1963 –) (Gruzija)
- Fedor Ozep /Fjodor Aleksandrovič Ocep/Otsep (1895 – 1949) (rusko-nem.-ameriško-kanadski)
- Jurij Nikolajevič Ozerov (1921 – 2001)

## P
- Gleb Anatoljevič Panfilov (1934 – 2023)
- Sergej (Sergo Josifovič) Paradžanov (1924 – 1990) (prv. Sarkis Paradžanjan - armenskega porekla)
- Eduard Parri (1973 –)
- Mstislav Paščenko (1901 – 1958)
- Ivan Perestiani (1870 – 1959) (gruzinskega rodu)
- Anatolij Petricki (1931 -) (snemalec)
- Aleksandr Petrov (1957) (animator)
- Vladimir Mihajlovič Petrov (1896 – 1966)
- Sergej Pikalov (1976 –)
- Ivan Pirijev (1901 – 1968)
- Svjatoslav Podgajevski (1983 –)
- Oleg Georgijevič Pogodin (1965 –)
- Vladimir Polkovnikov (1906 – 1982) (animator)
- Aljona Polunina (1975 –)
- Aleksej Petrovič Popogrebski (1972 –)
- Fjodor Popov (1956 -)
- Grigorij Poženjan (1922 – 2005)
- Olga Ivanovna Preobraženska(ja) (1881/84 – 1971)
- Roman Prigunov (1969 –)
- Svetlana Proskurina (1948 –)
- Aleksandr Anatoljevič Proškin (1940 –)
- Andrej Proškin (1969 –)
- Jakov Aleksandrovič Protazanov (1881 – 1945)
- Aleksandr Ptuško (1900 – 1973) (mdr. animator)
- Vsevolod Ilarionovič Pudovkin (1893 – 1953)

## R
- Julij Jakovljevič Rajzman/Reisman/ (1903 – 1994)
- Vladimir Rapoport (1907 – 1975)
- Herbert Rappaport (1908 – 1983)
- Aleksandr Rastorgujev (1971 – 2018)
- Vladimir Emanujilovič Recepter ?
- Georgij Rerberg (1937 – 1999) (direktor fotografije)
- Anatolij Mihajlovič Ribakov (1919 – 1962)
- Eldar Aleksandrovič Rjazanov (1927 – 2015)
- (Aleksander Mihajlovič Rodčenko)
- Aleksandr Rodnjanski (1961 –)
- Aleksandr Rogožkin (1949 – 2021)
- Mihail Iljič Romm (1901 – 1971)
- Abram Matvejevič Room (1894 – 1976)
- Stanislav Josifovič Rostocki (1922 – 2001)
- Grigorij Lvovič Rošal (1898 – 1983)
- Aleksander Arturovič Rou (1906 – 1973)
- Aleksej Rudakov (1955 –)
- Julija Rudickaja
- Evgeny Ruman (belorusko-izraelski)
- Sergej Rusakov (1955 –)

## S
- Larisa Sadilova (1963 –)
- Boris Sagal (1923 – 1981) (rusko-ameriški TV-režiser)
- Igor Andrejevič Savčenko (1906 – 1950)
- Samson Josifovič Samsonov (1921 – 2002)
- Aleksander Akimovič Sanin (1869 – 1956)
- Jakov Aleksandrovič Segel (1923 – 1995)
- Oleg Sencov (1976 –) (ukrajinski režiser, zaprt v Rusiji zaradi terorizma)
- Kirill Serebrennikov (1969 –)
- Aleksandr Serij (1927 – 1987)
- Aleksej Sidorov (1968 –)
- Ruben Simonov (1899 – 1968)
- Vladimir Sinelnikov (1937 – 2018)
- Danijel Sirkin (1971 –)
- Andrej Sergejevič Smirnov (1941 –)
- Dunja Smirnova (1969 –)
- Denis Sneguirev (1976 –)
- Aleksandra Snežko-Blotskaja (1909–1980) (animatorka)
- Stanislav Mihajlovič Sokolov (1947 –) (animator)
- Aleksander Nikolajevič Sokurov (1951 –)
- Anatolij Solin (1939 – 2014)
- Julija Ippolitovna Solnceva (1901 – 1989)
- Jurij M. Solomin (1935 – 2024)
- Vitalij M. Solomin (1941 – 2002)
- Sergej Aleksandrovič Solovjov (1944 –)
- Ivan Stadniuk (scenarist) (1920 – 1994)
- Konstantin Statski (1978 –)
- Jevgenij Stičkin (1974 –)
- Aleksandr Borisovič Stolper (1907 – 1979)
- Vera Pavlovna Strojeva (1903 – 1991)
- Alla Surikova (1940 –)
- Vladimir Sutejev (1903 – 1993) (animator)
- Jelizaveta Ignatjevna Svilova (Elizaveta Svilova, r. Schnitt) (1900 – 1975) (žena Dzige Vertova)

## Š
- Ivan Karenovič Šahnazarov (1993 –)
- Karen Georgijevič Šahnazarov (1952 –) (armenskega porekla)
- Bolotbek Šamšijev (1941 –) (Kirgiz)
- Vladimir Ščegolkov (1972 –)
- Eldar Šengelaja (1933 –) (gruzinsko-ruski)
- Giorgi (Georgij) Šengelaja (1937 –) (gruzinsko-ruski)
- Nikoloz (Nikoaj) Šengelaja (1903 – 1943) (Gruzija)
- Larisa (Jefimovna) Šepitko (1938 – 1979) (ukrajinsko-ruska)
- Klim Šipenko (1983 –)
- Nina Šorina (1943 –)
- Genadij Špalikov (1937 – 1974)
- Ester Iljinična Šub (1894 – 1959) (filmska ustvarjalka-režiserka in montažerka)
- Vasilij Makarovič Šukšin (1929 – 1974)
- Vjačeslav Šumski (1921 – 2011) (snemalec - direktor fotografije)
- Leonid (Lev Aronovič) Švarcman (1920 – 2020?) (animator judovsko-belorus. rodu)

## T
- Igor (Industrij) Vasiljevič Talankin (1927 – 2010)
- Jurij Tarič (1885 – 1967)
- Andrej Arsenjevič Tarkovski (1932 – 1986)
- Andrej Andrejevič Tarkovski (1970 –)
- Gennady Tartakovsky (1970 –) (animator, ZDA)
- Jevgenij Taškov (1926 – 2012)
- Artjom Temnikov (1968 –)
- Semjon Aleksejevič Timošenko (1899 – 1958)
- Jurij Nikolajevič Tinjanov (1894 – 1943) (teoretik, scenarist)
- Eduard Tisse (1897 – 1961) (snemalec-direktor fotografije)
- Pjotr Jefimovič Todorovski (1925 – 2013)
- Valerij Todorovski (1962 –)
- Ilja Zaharovič Trauberg (1905 – 1948)
- Leonid Zaharovič Trauberg (1901 – 1990)
- Oleg Trofim (1989 –)
- Inna Tumanjan (1929 – 2005)
- Mihail Tumelja (1963 –) (Belorus)
- Andrej Tutiškin (1910 – 1971)
- Ivan Tverdovski (1961 –)

## U
- Aleksej Učitelj (1951–)
- Ilja Učitelj (1993–)
- Sergej Ursuljak (1958 –)
- Sergej Urusevski (1908 – 1974)
- Zaza Urušadze (1965 – 2019) (Gruzinec)
- Valerij Uskov (1933 –) (TV)
- Oleg Užinov (1968 –)  (animator?)

## V
- Marius Erikovič Vajsberg (Marius Balčiūnas-Weisberg) (1971 –) (litovskega rodu)
- Vladimir Valucki (1936 – 2015) (scenarist)
- Vasilij Vanin (1898 – 1951)
- Mihail Vartanov (1937 – 2009) (Armenec, tudi ZDA)
- Georgij Nikolajevič Vasiljev (1899 – 1946)
- Sergej Dmitrijevič Vasiljev (1900 – 1959)
- Radomir Borisovič Vasiljevski (1930 – 1998) (Ukrajinec)
- Vejnštejn
- Jurij Veksler (1940 – 1991) (snemalec)
- Aleksandr Veledinski (1959 –)
- Dziga Vertov (Denis/David Kaufman) (1896 – 1954) (tudi teoretik - cineast, pionir sovj. dokumentarnega filma)
- Aleksandr Vojtinski (1961 –)
- Galina Borisovna Volček (1933 – 2019)
- Vladimir Vorobjov (1937 – 1999)

## Z
- Mark Zaharov (1933 – 2019)
- Aleksandr Zarhi (1908 – 1997)
- Andrej Zolotuhin (1966 –) (animator)
- Olja Zujeva (1987 –)
- Andrej Petrovič Zvjagincev (1964 –)

## Ž
- Jurij Željabužski (1888 – 1955) (direktor fotografije)
- Mihail Žernjevski (1983 –)